# José Rufino Echenique
José Rufino Echenique (Puno, 16 de novembro de 1808 — Lima, 16 de junho de  1887) foi um político e Presidente do Peru de 20 de Abril de 1851 a 5 de Janeiro de 1855.